# Jackie (miniserie televisiva)
Jackie (A Woman Named Jackie) è una miniserie televisiva in tre puntate del 1991, diretta da Larry Peerce e basata sulla biografia di Jacqueline Kennedy Onassis, moglie del presidente John Fitzgerald Kennedy e in seguito dell'armatore greco Aristotele Onassis, scritta da C. David Heymann nel 1989.
Andata in onda negli Stati Uniti il 13, 14 e 15 ottobre 1991 sulla rete NBC, è stata trasmessa per la prima volta in Italia in due puntate il 19 e 20 luglio 1992 in prima serata su Rai 1.

## Trama
Dopo un'infanzia trascorsa a Southampton, New York, dove è nata e cresciuta, la bella Jacqueline Bouvier, grazie al suo fascino e alla ricca posizione sociale della famiglia, diventa la debuttante più popolare della stagione 1947-1948. Qualche anno dopo, alle dipendenze del Washington Times-Herald, incontra per la prima volta durante una festa il senatore John Fitzgerald Kennedy, che diventerà suo marito nel 1953. Dopo la nascita di due figli, Caroline e John Jr., nel 1960 John Kennedy vince le elezioni presidenziali battendo Richard Nixon, diventando così il 35º presidente degli Stati Uniti. Ma solo tre anni dopo, a Dallas, l'uomo viene assassinato durante una parata mentre si trova sulla berlina presidenziale al fianco di Jackie. Distrutta dal dolore, la donna, dopo aver sepolto il marito e appoggiato la campagna presidenziale del cognato Robert Kennedy, anch'esso in seguito assassinato nel 1968, lascia gli Stati Uniti, sposando pochi mesi dopo l'armatore greco Aristotele Onassis, conosciuto anni prima.

## Riconoscimenti
Nel 1992, la miniserie ha ricevuto tre nomination agli Emmy Award, aggiudicandosi quello come Outstanding Miniseries.